# 연천군통일평생교육원
연천군통일평생교육원은 경기도 연천군 전곡읍 전곡역로 66번길 53에 위치하고있다 평생교육프로그램, 꿈샘학교(한글교실,검정고시), 미라클아카데미
등을 운영하고 있다.

## 연혁
- 1986년 : 시설건립 연천군보건의료원
- 1999년 : 연천군보건의료원 이전
- 2002년 2월 26일 : 여성회관 개관
- 2009년 3월 24일 : 평생학습도시 실현을 위한 협약(연천군↔대진대학교)
- 2009년 5월 11일 : 연천군 평생교육 조례 제정(現 연천군 통일평생교육 조례)
- 2009년 6월 8일 : 평생학습도시 실현을 위한 협약(연천군↔연천교육지원청)
- 2012년 4월 12일:평생교육팀 신설
- 2013년 1월 10일 :여성회관 운영에 관한 조례 폐지
- 2013년 2월 5일 : 연천군 평생학습센터 개관(現 연천군 통일평생교육원)
- 2013년 10월 31일 : 학력증진 멘토링사업 추진 협약(연천군↔EBS↔경희대)
- 2014년 3월 31일 :맞춤형 평생교육 프로그램 지원을 위한 협약(연천군↔육군제5보병사단)
- 2014년 6월 12일 : 신규 평생학습도시 선정(교육부)
- 2015년 2월 23일 : 연천군 통일평생교육원으로 명칭 변경
- 2016년 2월 11일 : 학력인정 문자해득교육 프로그램 지정(초등학력 인정, 경기도교육청)
- 2016년 10월 7일 : 연천군 통일평생교육 박람회 최초 추진
- 2016년 11월 26일 : UNESCO GNLC(Global Network of Learning Cities) 가입
- 2018년 10월 15일 : 실감미디어를 활용한 통일평생교육 프로그램 운영 협약(연천군↔KT)

## 명칭
- 2002년 ~ 2012년 : 여성회관
- 2013년 ~ 2014년 : 평생학습센터
- 2015년 ~  현재  : 통일평생교육원